# Atomaria atricapilla
Atomaria atricapilla é uma espécie de insetos coleópteros polífagos pertencente à família Cryptophagidae.
A autoridade científica da espécie é Stephens, tendo sido descrita no ano de 1830.
Trata-se de uma espécie presente no território português.